# Tenualosa thibaudeaui
El sábalo de laos (Tenualosa Thibaudeau) es una especie de pez perteneciente a la familia Clupeidae.

## Morfología
- Alcanza 30 cm de longitud máxima.
- Puede llegar a pesar 1 kg.
- Cabeza grande.
- Aleta caudal de tamaño moderado.
- Tiene una mancha oscura detrás de la abertura branquial y una serie de puntos a lo largo del flanco.[6][7][8][9]

## Alimentación
Se alimenta de fitoplancton, zooplancton y bacterias.

## Hábitat
Es pelágico de agua dulce y de clima tropical (20 ° N - 10 ° N). Vive en los grandes ríos, los afluentes de las tierras bajas y las llanuras aluviales.

## Distribución geográfica
Se encuentra en Asia: en la cuenca del río Mekong, incluyendo Camboya, Laos, Tailandia y Vietnam.

## Estado de conservación
Tiempo atrás, era uno de los peces más abundantes en el río Mekong y una de sus especies comerciales más importantes. Hoy en día, ha disminuido considerablemente debido a la pesca excesiva a la que es sometido (aunque sigue siendo localmente abundante en algunos lugares, como el río Songkhram).

## Observaciones
Es inofensivo para los humanos.